# رقاقساوية
الرقاقساوية (الاسم العلمي: Androsaceae) هي قبيلة من النباتات تتبع فصيلة الربيعية من رتبة الخلنجيات.

## أجناس الرقاقساوية
- الرقاقس